# Estadio Ballymore
El Ballymore Stadium es un estadio de rugby localizado en la ciudad de Brisbane, Australia. Pertenece a la Queensland Rugby Union (QRU), es sede del Brisbane City de la National Rugby Championship y fue el estadio de los Queensland Reds hasta 2005.

## Historia
El terreno fue donado a la QRU por el gobierno de la ciudad en 1966 y de inmediato se inició la construcción del estadio que finalizó en febrero de 1968.
En 1993 se enfrentaron los Wallabies contra los Springboks y se excedió el límite de capacidad; 26 000 personas observaron el histórico partido. Éste es el récord de espectadores del estadio.
Desde 1967 fue el estadio de los Queensland Reds, pero esto terminó en 2005. Al año siguiente empezaron a jugar en el Estadio Suncorp que tiene más del doble de capacidad.
Desde 2014 el estadio es la casa del Brisbane City, uno de los dos equipos de la QRU.

### Copa Mundial de Rugby de 1987
Fue una de las dos sedes australianas de la Copa del Mundo de Rugby de Nueva Zelanda 1987. Albergó dos partidos de fase de grupos, los de cuartos de final entre el XV de la Rosa y los Dragones rojos y la semifinal de éstos ante los All Blacks.

## Actualidad
La QRU tiene diseñado un proyecto en el cual se remodelará el estadio para incluir un centro de alto rendimiento que integrará un centro médico, un gimnasio, una piscina y la ampliación de habitaciones del complejo de alojamiento.